# Onderwijsaccreditatie
Onderwijsaccreditatie is een vorm van kwaliteitsborging in het onderwijs, waarbij het onderwijsinstituut, het onderwijs of de faciliteiten onderzocht worden door een (onafhankelijke) accreditatieorganisatie.

## Algemeen
In het Nederlandse lager en middelbaar onderwijs wordt accreditatie uitgevoerd door de Inspectie van het onderwijs.
In Vlaanderen wordt dezelfde taak in het basisonderwijs en het secundair onderwijs uitgevoerd door de Vlaamse Onderwijsinspectie en onderwijsverificatie.
In het hoger onderwijs werd het systeem van visitatie sedert de Bachelor-masterstructuur vervangen door de Nederlands-Vlaamse Accreditatieorganisatie, en op Europees niveau door het European Quality Improvement System.
In Nederland is dit geregeld via de Wet op het hoger onderwijs en wetenschappelijk onderzoek (WHW). Sinds 1 september 2002 is deze gewijzigd. Hierbij is het noodzakelijk voor opleidingen in het hoger onderwijs zich eenmaal per zes jaar te laten accrediteren.